# Ena Shibahara
Ena Shibahara (柴原 瑛菜, Shibahara Ena, født 12. februar 1998 i Mountain View, Californien, USA) er en professionel tennisspiller fra Japan.